# Davit Gobedzhishvili
Davit Gobedzhishvili –en ruso, Давид Гобеджишвили; en georgiano, დავით გობეჯიშვილი– (Kutaisi, 3 de enero de 1963) es un deportista soviético de origen georgiano que compitió en lucha libre.
Participó en dos Juegos Olímpicos de Verano, obteniendo dos medallas: oro en Seúl 1988 y bronce en Barcelona 1992, ambas en la categoría de 130 kg.
Ganó tres medallas en el Campeonato Mundial de Lucha entre los años 1985 y 1990, y una medalla de oro en el Campeonato Europeo de Lucha de 1985.

## Palmarés internacional
| Representando a la URSS           |                      |                   |           |
| Juegos Olímpicos                  |                      |                   |           |
| Año                               | Lugar                | Medalla           | Categoría |
| 1988                              | Seúl (Corea del Sur) | Medalla de oro    | 130 kg    |
| Campeonato Mundial                |                      |                   |           |
| Año                               | Lugar                | Medalla           | Categoría |
| 1985                              | Budapest (Hungría)   | Medalla de oro    | 130 kg    |
| 1986                              | Budapest (Hungría)   | Medalla de plata  | 130 kg    |
| 1990                              | Tokio (Japón)        | Medalla de oro    | 130 kg    |
| Campeonato Europeo                |                      |                   |           |
| Año                               | Lugar                | Medalla           | Categoría |
| 1985                              | Leipzig (RDA)        | Medalla de oro    | 130 kg    |
| Representando al Equipo Unificado |                      |                   |           |
| Juegos Olímpicos                  |                      |                   |           |
| Año                               | Lugar                | Medalla           | Categoría |
| 1992                              | Barcelona (España)   | Medalla de bronce | 130 kg    |